# Kushima
Kushima (Japans: 串間市, Kushima-shi) is een Japanse stad in de prefectuur Miyazaki. In 2014 telde de stad 19.158 inwoners. Een groot deel van de stad grenst aan de Grote Oceaan.

## Geschiedenis
Op 3 november 1954 werd Kushima benoemd tot stad (shi).
Steden:
Ebino · Hyuga · Kobayashi · Kushima · Miyakonojo · Miyazaki (hoofdstad) · Nichinan · Nobeoka · Saito

Districten:
Higashimorokata · Higashiusuki · Kitamorokata · Koyu · Nishimorokata · Nishiusuki
Gemeenten per district